# 哈斯巴赫河 (魯爾河支流)
51°28′18.5″N 7°55′37.9″E / 51.471806°N 7.927194°E

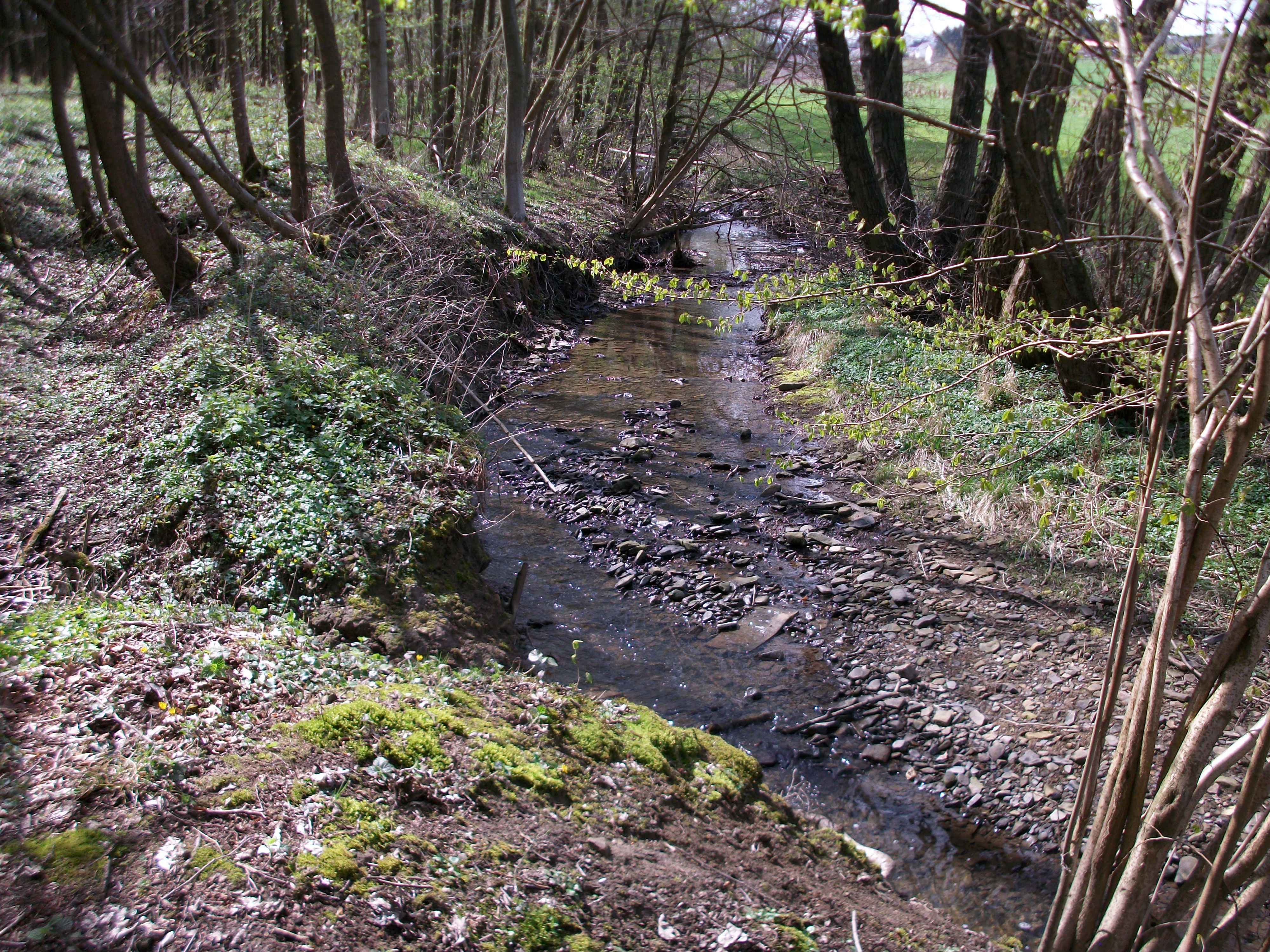

哈斯巴赫河（德語：Haßbach），是德國的河流，位於該國西部，處於北萊茵-威斯特法倫州，屬於魯爾河的左支流，河道全長6.3公里，流域面積6.7平方公里。